# Credera Rubbiano
Credera-Rubbiano (Credéra Rübià in dialetto cremasco) è un comune italiano di 1 505 abitanti della provincia di Cremona in Lombardia.

## Storia
Il comune di Credera Rubbiano fu creato nel 1928 dall'unione dei comuni di Credera e Rubbiano.
Nel Febbraio 2025 è stato dichiarato borgo più vivibile d'Italia.

### Simboli
Lo stemma e il gonfalone sono stati concessi con decreto del presidente della Repubblica dell'8 giugno 1956.
Il gonfalone è un drappo di colore giallo, con la bordatura ondata d'azzurro, ornato di ricami d'argento e caricato dallo stemma comunale.

## Monumenti e luoghi d'interesse
- Chiesa di Santa Maria Maddalena a Rubbiano
- Chiesa di San Donnino a Credera

## Società

### Evoluzione demografica
Abitanti censiti

### Etnie e minoranze straniere
Al 31 dicembre 2020 i cittadini stranieri sono 66. Le comunità nazionali numericamente significative sono:
1. Romania: 30

## Geografia antropica
Il territorio comunale comprende, oltre ai capoluoghi Credera e Rubbiano, le frazioni di Cascine San Carlo e Rovereto.

## Infrastrutture e trasporti

### Strade
Il territorio è attraversato dalle seguenti strade provinciali
- SP CR 5 Montodine-Casaletto Ceredano
- SP CR 43 Crema-Credera
- SP CR 53 Rubbiano-Persia

## Amministrazione
Elenco dei sindaci dal 1985 ad oggi.
| Periodo | Periodo   | Primo cittadino       | Partito              | Carica                    | Note          |
| ------- | --------- | --------------------- | -------------------- | ------------------------- | ------------- |
| 1985    | 1990      | Gianfranco Seresini   | Democrazia Cristiana | sindaco                   |               |
| 1990    | 1993      | Gianfranco Seresini   | Democrazia Cristiana | sindaco                   | [ 11 ] [ 12 ] |
| 1993    | 1993      | Edoardo D'Alascio     | -                    | commissario prefettizio   | [ 13 ]        |
| 1993    | 1993      | Edoardo D'Alascio     | -                    | commissario straordinario | [ 14 ]        |
| 1993    | 1997      | Albino Ferla          | lista civica         | sindaco                   |               |
| 1997    | 2002      | Albino Ferla          | centro               | sindaco                   |               |
| 2002    | 2007      | Aldo Fortini          | lista civica         | sindaco                   |               |
| 2007    | 2012      | Aldo Fortini          | lista civica         | sindaco                   |               |
| 2012    | 2017      | Matteo Guerrini Rocco | lista civica         | sindaco                   |               |
| 2017    | 2022      | Matteo Guerrini Rocco | lista civica         | sindaco                   | [ 15 ]        |
| 2022    | in carica | Francesca Cerasola    | lista civica         | sindaco                   | [ 16 ]        |